# 神鷹號航空母艦
神鷹號航空母艦（日语：しんよう，Shinyō）是大日本帝國海軍以無法回國的德國郵輪改裝而成的航空母艦。

## 簡介
本艦前身為德國豪華客船「沙恩霍斯特號」，隶属于北德意志羅伊德公司，由威悉股份公司建造，詳細動工日期不明，於1934年12月14日首次下水，並於1939年7月完工，在同年航抵於日本神戶港。最初船上是採用了新型渦輪電動推進的先進輪機組，但由於在試航時發生故障，故改裝為RO號艦本式渦輪機。
原先此船預定於1939年8月26日自神戶港出發前往馬尼拉到新加坡，不過因為德國發送密電要求滯留返回神戶港；同年9月1日第二次世界大戰於歐洲爆發，雖然船員與旅客改道蘇聯經西伯利亞鐵路回國，但是船無法返回德國而一直留在於神戶港。中途島海戰後由於折損過多大型艦艇因此日本海軍向德國駐日本大使館接洽買下此艦計畫改裝成航空母艦，以增加海軍艦隊航空母艦的數量，並約定在戰後付款。
1942年9月27日，本艦於吳海軍工廠依照之前大鷹號的設計圖紙開始展開改造作業。1943年12月15日竣工完成後，原本屬意改名為「飛隼號」，但後來又改為「神鷹號」。本艦編入吳鎮守府籍，由石井藝江上校就任艦長，同年12月20日編入海上護衛總司令部附屬服役。1944年7月6日改編入第一海上護衛隊，主要負責南方航線的護衛工作和部分訓練任務。
1944年11月14日，神鷹號與1艘驅逐艦、7艘海防艦編入Hi-81船團，護衛日本帝國陸軍的運輸艦隊。在其間遭到美軍潛艦埋伏，並遭到聯手獵殺。美軍梭子魚號潛艦（USS Picuda, SS-382）先是在1944年11月17日下午6點12分在中國黃海濟州島西方海域（北緯32度17分、東經124度45分）襲擊，以魚雷擊沉摩耶山丸，史摩耶山丸上載運的第23師團師部部隊遭到消滅。神鷹號的艦載機雖然有企圖追蹤襲擊美軍潛艦，但並未搜尋到行蹤；在同日晚上11點，護衛船團向神鷹號通聯告知在船團右方45度左右有奇怪蹤跡，在神鷹號對樫號驅逐艦下令探察驅離後不久，在晚間11點5分，美軍潛艦「鍬魚號」（SS-411 Spadefish）對神鷹號發起襲擊，鍬魚號發射6發魚雷，其中4發魚雷命中神鷹號右舷，並進而引發航空燃料艙的爆炸，在中雷10分鐘後石井艦長下令棄艦，20分鐘後神鷹號完全沉沒，沉默地點在北緯32度59分、東經123度18分，全艦最後僅有61人倖存獲救。1945年1月10日本艦除役。神鷹號護衛的該批船隊主要運輸的是計劃增援菲律賓的23師團，包括摩耶山丸、秋津丸、神鷹號等大型艦艇的損失，使23師團尚未抵達菲律賓前即遭到重創，弱化了日軍在雷伊泰島戰役的地面防禦。
和其他由商船所改裝而成的航空母艦一樣，擁有較小的飛機機庫和較為短的飛行甲板，然而本艦較其他一樣從商船所改裝的航空母艦中，其飛行甲板是最為長的。同時本艦也沒有島式艦橋結構，而為因應飛機飛行降落需求在甲板加設攔截網，而改裝時亦增加艦體寬度以穩定船隻。